# Joaquim José de Azevedo
Pour les articles homonymes, voir Azevedo.
Joaquim José de Azevedo, baron puis vicomte de Rio Seco et marquis de Jundiaí (né à Lisbonne le 12 septembre 1761 – décédé à Rio de Janeiro le 7 avril 1835), est un aristocrate et un homme politique portugais.
Conseiller du roi Jean VI de Portugal et de l'empereur Pierre Ier du Brésil, il est l'un des principaux organisateurs de la fuite de la cour portugaise au Brésil après l'invasion du Portugal par l'armée napoléonienne (1807).